# Larry McMurtry
Larry Jeff McMurtry (* 3. Juni 1936 in Wichita Falls, Texas; † 25. März 2021 in Archer City, Texas) war ein US-amerikanischer Schriftsteller und Drehbuchautor. In seinen Werken thematisierte er häufig Gegenwart und Vergangenheit des „Wilden Westens“. Für seinen Roman Weg in die Wildnis gewann er 1985 den Pulitzer-Preis, für sein Drehbuch zu Brokeback Mountain 2006 einen Oscar für das Beste adaptierte Drehbuch.

## Leben
Larry McMurtry war der Sohn eines texanischen Viehzüchters und wuchs in der texanischen Kleinstadt Archer City auf. Er studierte am North Texas State College (B.A. 1958), an der Rice University (M.A. 1960) und der Stanford University. Dort lernte er den Schriftsteller Ken Kesey kennen, dessen legendäre Reise der Merry Pranksters im Sommer 1964 bei McMurtry in Texas vorbeiführte, eine Reise, die Tom Wolfe später in seinem Buch Unter Strom. Die legendäre Reise von Ken Kesey und den Pranksters (1968) berühmt machte.
Seinen ersten Roman Der Wildeste unter Tausend (Originaltitel Horseman, Pass By) veröffentlichte McMurtry 1961; dieser wurde bereits ein Jahr später erfolgreich als Hud mit Paul Newman in Hollywood verfilmt. Von da an schrieb er zahlreiche weitere Bücher, in denen er sich oft mit Gegenwart und Vergangenheit des amerikanischen Westens auseinandersetzte, und die ihn zu einer festen Größe in der amerikanischen Literatur machten. Für seinen 1985 erschienenen Roman Weg in die Wildnis (Originaltitel Lonesome Dove), der in über 800 Seiten einen Viehtrieb von Texas nach Montana gegen Ende des 19. Jahrhunderts beschreibt, wurde er 1986 mit dem angesehenen Pulitzer-Preis ausgezeichnet. McMurtry beschrieb diese Geschichte etwas abschätzend als Westernversion von Vom Winde verweht: „Ein ziemlich gutes Buch, aber kein gewaltiges Meisterwerk.“ Außerdem schrieb er Bücher über berühmte Gestalten der amerikanischen Geschichte wie Billy the Kid und Crazy Horse.
Angefangen mit Der Wildeste unter Tausend wurden mehrere seiner Bücher verfilmt. Als Drehbuchautor wurde er 1972 mit Die letzte Vorstellung (The Last Picture Show) für den Oscar nominiert, dieser Klassiker des New-Hollywood-Kinos basierte auf einem autobiografischen Roman von McMurtry über seine Jugendzeit im Texas der 1950er-Jahre. Die McMurtry-Verfilmung Zeit der Zärtlichkeit erhielt 1984 fünf Oscars. 2006 erhielt er schließlich selbst den Preis, als er gemeinsam mit Diana Ossana in der Kategorie Bestes adaptiertes Drehbuch für seine Arbeit an Ang Lees Brokeback Mountain ausgezeichnet wurde. Den Preis nahm er in Jeans und Cowboystiefeln entgegen.
Als Student begann er nach seltenen Büchern zu suchen, und während seiner Jahre in Houston leitete er einen Buchladen der The Bookman benannt war. 1970 eröffnete er in Washington seinen ersten antiquarischen Buchladen Booked Up, dem im Laufe der Jahre mehrere weitere folgten. Als Präsident der amerikanischen P.E.N.-Vereinigung war er ein energischer Verfechter der Redefreiheit, der vor dem Kongress gegen Einwanderungsregeln aussagte, die den Ausschluss von Schriftstellern aus ideologischen Gründen erlaubten.
Von 1959 bis 1966 war er mit Josephine Ballard verheiratet, mit der er den Sohn James (* 1962) hatte, der heute Folkrocksänger und Songwriter ist. 2011 heiratete er Norma Faye Kesey, die Witwe von Ken Kesey. Larry McMurtry starb im März 2021 im Alter von 84 Jahren in Texas.

## Auszeichnungen
- 1962: Jesse H. Jones Award des Texas Institute of Letters für Horseman, Pass By
- 1967: Jesse H. Jones Award des Texas Institute of Letters für The Last Picture Show
- 1972: Nominierung für den Oscar/Bestes adaptiertes Drehbuch für Die letzte Vorstellung
- 1973: British Academy Film Award/Bestes Drehbuch für Die letzte Vorstellung
- 1986: Jesse H. Jones Award des Texas Institute of Letters für Lonesome Dove
- 1986: Pulitzer-Preis/Roman für Lonesome Dove (dt.: Weg in die Wildnis)
- 2006: Oscar/Bestes adaptiertes Drehbuch für Brokeback Mountain
- 2014: National Humanities Medal

## Werke

### Einzelromane und Erzählungen
- 1982 Cadillac Jack
- 1988 Anything For Billy
  - Desperado, dt. von Olaf Krämer; Ullstein: Frankfurt am Main, Berlin, Wien 1990. ISBN 3-550-06182-X
- 1990 Buffalo Girls
  - Buffalo Girls, dt. von Astrid und Hans Herzog, Ullstein: Frankfurt am Main, Berlin 1993. ISBN 3-550-06041-6
- 1994 Pretty Boy Floyd (mit Diana Ossana)
- 1997 Zeke and Ned (mit Diana Ossana)
- 1999 Still Wild: A Collection of Western Stories (als Herausgeber)
- 2000 Boone’s Lick
- 2005 Loop Group
- 2006 Telegraph Days
- 2014 The Last Kind Words Saloon

### Thalia: A Texas Trilogy
- 1961 Horseman, Pass By
  - Der Wildeste unter Tausend, dt. von Bernhard Schmid; Goldmann: München 1991. ISBN 3-442-41096-7
- 1963 Leaving Cheyenne
- 1966 The Last Picture Show (auch Auftaktbuch der Reihe um Duane Moore)
  - Die letzte Vorstellung, dt. von Sabine Hübner; Goldmann: München 1990. ISBN 3-442-09680-4

### Duane Moore Reihe
- 1966 The Last Picture Show (auch letzter Roman der A Texas Trilogy)
  - Die letzte Vorstellung, dt. von Sabine Hübner; Goldmann: München 1990. ISBN 3-442-09680-4
- 1987 Texasville
  - Texasville, dt. von Wieland Grommes; Goldmann: München 1991. ISBN 3-442-09839-4
- 1999 Duane’s Depressed
- 2007 When The Light Goes
- 2009 Rhino Ranch

### Houston Reihe
- 1970 Moving On
- 1972 All My Friends Are Going To Be Strangers
- 1975 Terms of Endearment
  - Zeit der Zärtlichkeit, dt. von Andreas Heering; Knaur: München 1984. ISBN 3-426-01175-1
- 1978 Somebody’s Darling
- 1989 Some Can Whistle
  - Jagd durch Texas, dt. von Astrid Arz und Hans Herzog; Ullstein: Frankfurt am Main, Berlin 1994. ISBN 3-550-06721-6
- 1992 The Evening Star
  - The Evening Star, dt. von Benno F. Schnitzler; Ullstein: Berlin 1997. ISBN 3-548-24108-5

### Harmony and Pepper
- 1983 Desert Rose
  - Stardust-Girl, dt. von Ute Mäurer u. Peter Prange; Droemer Knaur: München 1985. ISBN 3-426-01216-2
- 1995 The Late Child

### Lonesome Dove
- 1985 Lonesome Dove
  - Weg in die Wildnis, dt. von Götz Pommer und Fred Schmitz, Goldmann: München 1990. ISBN 3-442-30391-5
- 1993 Streets of Laredo
  - Abschied von Laredo, dt. von Fred Schmitz; Ullstein: Frankfurt am Main, Berlin 1996. ISBN 3-550-06775-5
- 1995 Dead Man’s Walk
- 1997 Comanche Moon

### The Berrybender Narratives
- 2002 Sin Killer
- 2003 The Wandering Hill
- 2003 By Sorrow’s River
- 2004 Folly and Glory

### Drehbücher
- 1990 Montana (Fernsehfilm), Regie: William A. Graham
- 1991 Memphis (Fernsehfilm – dt.: Entführt: Sieben Tage Angst), Regie: Yves Simoneau
- 1992 Falling from Grace, dt.: Der Feind im eigenen Haus, Regie: John Mellencamp
- 1995 Streets of Laredo (Fernsehserie), Regie: Joseph Sargent
- 1996 Dead Man’s Walk – Der tödliche Weg nach Westen
- 2002 Johnson County War (Fernsehfilm), Regie: Frederick Manfred
- 2005 Brokeback Mountain (mit Diana Ossana)
- 2008 Comanche Moon (dreiteilige Fernsehserie), Regie: Simon Wincer
- 2020 Good Joe Bell (mit Diana Ossana)

### Sachbücher
- 1968 In A Narrow Grave - Essays on Texas
- 1974 It’s Always We Rambled (Essay über Rodeos)
- 1987 Film Flam – Essays on Hollywood
- 1999 Crazy Horse (Biographie des Lakota-Häuptlings Crazy Horse)
  - Crazy Horse, dt. von Michael Mundhenk, Claassen: Berlin 2006. ISBN 3-546-00377-2
- 2000 Roads: Driving America’s Great Highways (Reiseberichte)
- 2001 Sacagawea’s Nickname (historische Essays über den amerikanischen Westen)
- 2002 Paradise (Reisebericht über die Südsee)
- 2005 Oh What a Slaughter: Massacres in the American West 1846–1890
- 2005 The Colonel and Little Missie: Buffalo Bill, Annie Oakley and the Beginnings of Superstardom in America
- 2012 Custer

### Autobiographie
- 1999 Walter Benjamin at the Dairy Queen
- 2008 Books: A Memoir
- 2009 Literary Life: A Second Memoir
- 2011 Hollywood: A Third Memoir

## Verfilmungen seiner Werke
- 1962: Der Wildeste unter Tausend (Hud), basierend auf seinem Roman Horseman, Pass By
- 1971: Die letzte Vorstellung (The Last Picture Show), basierend auf seinem gleichnamigen Roman
- 1973: Aus Liebe zu Molly (Lovin’ Molly), basierend auf seinem Roman Leaving Cheyenne – Regie: Sidney Lumet
- 1983: Zeit der Zärtlichkeit (Terms of Endearment), basierend auf seinem gleichnamigen Roman
- 1988: Der Fall Mary Phagan (The Murder of Mary Phagan), Entwicklung der Story, Fernsehfilm unter Regie von William Hale
- 1989: Der Ruf des Adlers (Lonesome Dove), basierend auf seinem gleichnamigen Roman – Fernseh-Miniserie in vier Episoden, Regie: Simon Wincer
- 1990: Texasville, Fortsetzung von Die letzte Vorstellung
- 1995: Buffalo Girls, basierend auf seinem gleichnamigen Roman
- 1995: Der letzte Ritt (Streets of Laredo), basierend auf seinem gleichnamigen Roman, Fernseh-Miniserie in drei Episoden
- 1996: Dead Man’s Walk – Der tödliche Weg nach Westen, basierend auf seinem gleichnamigen Roman, Fernseh-Miniserie in drei Episoden
- 1996: Jahre der Zärtlichkeit – Die Geschichte geht weiter (The Evening Star), Fortsetzung von Zeit der Zärtlichkeit
- 2008: Comanche Moon, basierend auf seinem gleichnamigen Roman, Fernseh-Miniserie mit Val Kilmer